# Svetozar Nevole
Svetozar Nevole (15. dubna 1910 Vídeň – 11. září 1965) byl český psychiatr, psychopatolog a lékařský psycholog. Podílel se na založení Zdravotnického dokumentačního střediska (1947) a lze jej považovat za průkopníka československé lékařské bibliografie a dokumentace.[zdroj⁠?!]

## Život
Svetozar Nevole se narodil 15. dubna 1910 ve Vídni v intelektuálně založené rodině. Jeho otec František Nevole se zajímal o filologii, psal a překládal z němčiny. Rodina se brzy přestěhovala do Čech, kde Svetozar v roce 1928 maturoval na Akademickém gymnáziu v Praze 1. Poté studoval na Lékařské fakultě Univerzity Karlovy, kde 11. ledna 1935 promoval. V roce 1936 složil tzv. fyzikátní zkoušku a v lednu 1937 nastoupil jako nehonorovaný asistent na psychiatrickou kliniku profesora Zdeňka Myslivečka v Praze a působil zde až do roku 1942, kdy musel kvůli sňatku se židovkou Dagmar Sinkovou odejít z kliniky. Poté pracoval až do roku 1945 jako asistent v ordinaci praktického lékaře. V roce 1944 byla jeho těhotná manželka odvezena do Terezína. Svetozar Nevole se angažoval v odboji, za květnového povstání působil jako lékař a parlamentář.
Po skončení války pracoval jako asistent na psychiatrické klinice pod vedením profesora Myslivečka. 29. května 1948 se habilitoval pro obor psychopatologie a lékařská psychologie. Od března 1951 působil ve funkci přednosty psychiatrické kliniky Lékařské fakulty Univerzity Karlovy v Plzni. V letech 1947 - 1951 zastával také pozici odborného lékařského ředitele ve Zdravotnickém dokumentačním středisku. Dne 8. října 1951 byl zatčen a 16. září 1952 odsouzen ke 2,5 rokům odnětí svobody za napomáhání příteli Josefu Kostohryzovi. V roce 1953 byl při prezidentské amnestii z vězení propuštěn. Po propuštění pracoval jako laborant v Psychiatrické léčebně v Dobřanech a později jako primář oddělení. V roce 1961 začal pracovat ve Výzkumném ústavu psychiatrickém v Praze. Dne 11. září 1965 spáchal sebevraždu přeříznutím krční tepny.

## Dílo
Ve svých pracích se věnoval chorobným projevům lidského vnímání. V psychiatrickém výzkumu studoval způsoby, kterými se realita promítá do našeho vědomí, a patologické jevy v této oblasti, především nejrůznější halucinace. Nemínil se spokojit jen s líčením pacientů, ale chtěl jejich pocity prožít na vlastní kůži. Sám na sobě experimentoval s psychedeliky (zejména s meskalinem). Chtěl, aby mu profesor Jirásek navrtal lebku a dráždil určité mozkové partie vnořenými elektrodami, což on odmítl. Přitahovala ho tematika a problematika sebevražd a psal i o způsobu provedení sebevražedných činů. Oblasti jeho zájmu byly zejména: poruchy vnímání, poruchy myšlení, genialita, vyšetřování Rohrschachovým testem, hromadné statistické údaje, bibliografie, otázky duševního zdraví, sebevraždy. V roce 1947 společně s knihovníkem Karlem Růžičkou začal systematicky vytvářet lékařskou bibliografii Bibliographia medica Čechoslovaca. Redigoval časopis Referátový výběr z psychiatrie.

## Zajímavosti
Byl společensky velmi aktivní. Byl členem Veslařského klubu, Svazu československých turistů, Společnosti astronomické, Společnosti mykologické, Sdružení vědeckých pracovníků a Svazu československých knihovníků.
Miloval francouzskou kulturu. Byl vtipný a měl smysl pro suchý humor, dovedl předvádět krásná kabaretní vystoupení. Dle profesora Vondráčka měla však jeho povaha podivínské rysy.